# デボラ・ムーア
デボラ・ムーア（Deborah Moore, 1963年10月27日 - ）はイギリスロンドン出身の女優である。実父ロジャー・ムーアはイギリス人で、実母ルイザ・マッティオリはイタリア人である。

## 主な出演作品
- メタルウィング【米】（映画、1992年） - グッド少佐
- タイムマシーンにお願い 第5シーズン【米】（テレビシリーズ、1992年～1993年） - ゲスト出演
- チャーリー（映画、1993年） - リタ・グレイ
- 密約の地【英】（テレビ映画、1995年）
- 嵐の眼【英】（テレビ映画、1995年）
- 007 ダイ・アナザー・デイ（映画、2002年） - スチュワーデス（カメオ出演）